# Caatingamyrvireo
Caatingamyrvireo (Radinopsyche sellowi) är en fågel i familjen myrfåglar inom ordningen tättingar.

## Utbredning och systematik
Fågeln förekommer i caatingamarker i östra Brasilien. Den behandlas som monotypisk, det vill säga att den inte delas in i några underarter.

### Släktestillhörighet
Tidigare placerades den i släktet Herpsilochmus, men har lyfts ut till ett eget släkte efter genetiska studier.

## Status
IUCN kategoriserar arten som livskraftig.